# Show Me the Way to Go Home
«Show Me the Way to Go Home» (en español, «Muéstrame el camino para ir a casa») es una canción popular escrita en 1925 por el equipo de compositores ingleses Jimmy Campbell y Reg Connelly, usando el seudónimo de «Irving King». Se dice que la canción fue escrita en un viaje en tren desde Londres por Campbell y Connelly. Estaban cansados del viaje y tomaron algunas bebidas alcohólicas durante el viaje, de ahí la letra. La canción es de uso común en Inglaterra, Irlanda, Escocia, Gales y América del Norte.

## Publicación
La música y la letra fueron escritas en 1925 por Jimmy Campbell y Reg Connelly. Ellos mismos publicaron la partitura y se convirtió en su primer gran éxito, vendiendo 2 millones de copias y proporcionando la base financiera de su firma editorial, Campbell, Connelly & Co. Campbell y Connelly publicaron la partitura y grabaron la canción bajo el seudónimo de «Irving King».
La canción fue grabada por varios artistas en la década de 1920. Las primeras grabaciones, en 1925, fueron de Hal Swain's New Princes' Toronto Band —grupo de músicos canadienses que trabajaban en Londres— y de la imitadora masculina nacida en Estados Unidos Ella Shields, en ambos casos para el sello Columbia de Londres. Otras grabaciones fueron realizadas por personalidades de la radio como The Happiness Boys, Vincent Lopez y su Orquesta, y los California Ramblers. A lo largo del siglo XX hasta el XXI ha sido grabado por numerosos artistas.

## Letra
| Show Me the Way to Go Home | Muéstrame el camino para ir a casa |
| --- | --- |
| Show me the way to go home, I'm tired and I want to go to bed, I had a little drink about an hour ago, And it's gone right to me head, Wherever I may roam, On land or sea or foam, You will always hear me singing this song, Show me the way to go home. | Muéstrame el camino para ir a casa, Estoy cansado y quiero ir a la cama, He bebido un poco hace una hora, y se me ha subido a la cabeza, Dondequiera que vaya, En la tierra o en el mar o en la espuma, Siempre me oirás cantar esta canción, Muéstrame el camino para ir a casa. |

### Parodias
Las parodias populares en los campus del Medio Oeste de Estados Unidos en la década de 1950 decían:
| Indicate the Way to my Abode | Indica el camino a mi morada |
| --- | --- |
| Indicate the way to my abode I'm fatigued and I want to retire I imbibed a few about sixty minutes ago And it percolated right through my cerebellum Wherever I may perambulate O'er land or sea or atmospheric vapor You will always hear me rendering this melody Indicate the way to my abode | Indica el camino a mi morada Estoy fatigado y quiero retirarme He bebido unos cuantos hace unos sesenta minutos Y se filtró a través de mi cerebelo Dondequiera que pueda deambular Sobre la tierra o el mar o el vapor atmosférico Siempre me oirás interpretar esta melodía Indica el camino a mi morada |

Otra variante de la misma canción decía:
| Indicate the Way to my Abode | Indica el camino a mi morada |
| --- | --- |
| Indicate the way to my abode I'm fatigued and I wish to retire I had a spot of beverage sixty minutes ago And its risen right up to my cranium No matter wherever I may perambulate On land or sea or atmospheric vapour You can always hear me chanting the melody Indicate the way to my abode | Indica el camino a mi morada Estoy fatigado y deseo retirarme Hace sesenta minutos que me tomé un trago Y me ha subido hasta el cráneo No importa donde pueda deambular En la tierra o en el mar o en el vapor atmosférico Siempre se me oye entonar la melodía Indicando el camino a mi morada |

Algunas versiones similares sustituyen «land» por «terra firma» o «foam» por «aqueous precipitate».

## Literatura
- George Orwell hace referencia a la canción en su novela Los días de Birmania de 1934.
- La novela de Norman Mailer de 1948 Los desnudos y los muertos hace referencia a la canción varias veces.
- Brick, un personaje principal de la obra de Tennessee Williams de 1955 La gata sobre el tejado de Zinc, canta esta canción hacia el final mientras bebe licor, omitiendo la línea «And it's gone right to my head» y las dos últimas líneas debido al diálogo entre otros personajes.
- En el cuento de 1956 de Truman Capote «A Christmas Memory», la señorita Sook canta una línea de la canción.
- Albert Wendt hace referencia a la canción, revisándola ligera y deliberadamente en su primera novela, Sons For the Return Home (1973).
- En la novela Mascarada de Terry Pratchett de 1995, las brujas escuchan esta canción cantada por un vecino que se baña por la noche y se sorprenden cuando cambia del inglés al italiano cuando cree que lo están escuchando. Cuando cree que la costa está despejada, vuelve a hablar en inglés.

## Película
- Las dos primeras líneas de la canción se muestran en la pantalla en la película muda de King Vidor, Y el mundo marcha (1928) después de una escena en la que John va a pedir prestado un poco de licor a Bert, pero decide quedarse, beber y bailar con Bert y las dos mujeres en la casa de Bert, en lugar de ir a casa a pasar la Nochebuena con su esposa y su familia.
- Esta canción fue la base para un corto animado de 1932 Screen Songs de Fleischer Studios.
- En la película Hell Below (1933), la canta el teniente J. G. «Brick» Walters, interpretado por Robert Young.
- En una escena callejera de Beauty for Sale (1933), un trío de jóvenes paseantes la cantan.
- Cantada por el elenco de Maridos (1970)
- Famosa es su interpretación en la popular película de suspense de 1975 Tiburón; la canción es cantada por los tres personajes principales Brody (Roy Scheider), Quint (Robert Shaw) y Hooper (Richard Dreyfuss).[6]
- Oliver Statham la canta mientras completa una inmersión en una cueva sin precedentes en The Underground Eiger (1979), un documental británico.
- En una escena de un auto robado de Eat My Dust! (1976) protagonizada por Ron Howard.
- La canta un anciano en la cárcel en A River Runs Through It (1992) cuando Paul es recogido por su hermano.
- En la película de Woody Allen Cassandra's Dream (2007), Terry (Colin Farrell) e Ian (Ewan McGregor) cantan esta canción en el viaje inaugural de su barco.[7]
- En la escena de apertura de Piranha 3D (2010), Richard Dreyfuss (repitiendo o parodiando a su personaje de Matt Hooper de Tiburón) escucha esta canción además de cantarla.[8]
- En The Battery (2012), Ben (Jeremy Gardner) y Mickey (Adam Cronheim) cantan borrachos la letra de la canción mientras están atrapados en un automóvil.
- Hacia el final de This Beautiful Fantastic (2015), Milly (Eileen Davies) canta algunas líneas de esta canción cuando Bella (Jessica Brown Findlay) la acompaña a casa.

## Televisión
- En el episodio de 1994 «Show Me The Way To Go Home» del programa de televisión Chespirito, los personajes cantan y bailan esta canción.
- En el episodio de estreno del programa de televisión de la Segunda Guerra Mundial Combat!, «Forgotten Front», Albert Paulsen interpreta a un soldado alemán capturado que muestra su amor por la música estadounidense cantando esta canción.
- En un episodio de Padre de familia («Mind Over Murder»), Stewie está intoxicado y cantando esta canción.
- El personaje Harry Hewitt canta una parte de esta canción en un estado de embriaguez en uno de los primeros episodios de Coronation Street, emitido a principios de 1961.
- Davy Jones canta esto durante el segmento «Listen To The Band/Chaos» del especial de The Monkees TV 33⅓ Revolutions per Monkee (NBC, 1968).
- En un sketch de Sesame Street de la década de 1970, una vaca Muppet canta la primera línea de la canción repetidamente mientras busca el tipo de hogar adecuado para ella.[9]
- En un episodio de Enano Rojo («Thanks for the Memory»), los personajes principales se emborrachan después de encontrar un planeta con una atmósfera respirable, luego cantan la canción mientras pilotan un transbordador de regreso a la nave, cambiando la línea «And it's gone right to my head» por «To celebrate Rimmer's death» (BBC2, 1988).
- En el episodio de Babylon 5 «Meditations on the Abyss», Garibaldi se canta la canción a sí mismo mientras está muy borracho.
- En la versión doblada en inglés de Historias de fantasmas, uno de los personajes principales usa esta canción como un canto para atrapar a un fantasma.
- En un episodio de la temporada 3 de Lost («Stranger in a Strange Land»), Sawyer canta la canción mientras rema en un bote con Kate de regreso a la isla principal.
- En el episodio final de The Heavy Water War, Julie canta esta canción en una fiesta de despedida de los noruegos.
- En el doblaje en inglés del episodio de Pokémon «Showdown at the Po-ké Corral», James dice «Muéstrame el camino para ir a casa. Estoy cansada y quiero irme a la cama».
- En un episodio de la temporada 3 de America's Funniest Home Videos, Bob Saget comenta sobre un vídeo: «Otra versión más de "Show Me the Way to Go Home"».
- En el episodio de NCIS «Third Wheel», la canción se repite muchas veces por un personaje llamado Philip Brooks, interpretado por Don Lake. Al final del episodio, Brooks finalmente convence a Fornell y Gibbs para que se le unan.
- En un episodio de la temporada 2 de Salvajes, Seth canta la canción mientras está en el bote con Raf y Kirin, supuestamente buscando un rescate, mientras les pregunta si conocen la referencia de la película.

## Fútbol
Los seguidores de Wimbledon FC y AFC Wimbledon han cantado una versión adaptada que refleja que su equipo pasó 25 años fuera de su estadio local Plough Lane titulada «Show Me The Way To Plough Lane» (en español, «Muéstrame el camino a Plough Lane»).
Los seguidores del Liverpool FC cantan una versión «Show them the way to go home» (en español, «Muéstrales el camino para ir a casa») para burlarse del equipo visitante y los aficionados visitantes que visitan el estadio de Anfield:
Muéstrales el camino a casa
Están cansados y quieren ir a la cama (para hacerse una paja)
Porque solo son medio equipo de fútbol
Comparado con los chicos de rojo[cita requerida]

## Parques temáticos
En Universal Studios Florida, en el Mundo Mágico de Harry Potter Diagon Alley, hay una ventana de cabezas reducidas animadas. Bromean entre ellos y, a menudo, comienzan a decir «Muéstrame el camino para ir a casa». También es uno de los lugares donde se puede usar una varita interactiva y usar el movimiento de la varita de Silencio para que dejen de cantar y emitan sonidos apagados como si de repente no pudieran mover los labios. Está ubicado frente a la tienda de regalos de Borgin & Burke, al lado de la exhibición del esqueleto Dystal Phaelanges. Esto, junto con varios otros detalles de diseño en toda la sección temática de Harry Potter, son un tributo a la antigua atracción Jaws, que cerró el 2 de enero de 2012 y fue reemplazada por Diagon Alley en 2014.[cita requerida]

## Grabaciones
- Frank Crumit grabó una versión de la canción en 1926.[10]
- Julie London grabó una versión de la canción para su álbum de 1968 Easy Does It .
- Jefferson Starship hizo una versión de la canción en vivo durante los espectáculos de su encarnación Acoustic Explorer / Acoustic Shuttlecraft en 1996-1998.
- Emerson, Lake & Palmer incluyeron su versión de la canción en su álbum Works Volume II de 1977.
- Shai Hulud canta la canción como grupo como la pista oculta en su álbum Hearts Once Nourished with Hope and Compassion .
- Bono, el cantante principal de la banda U2, usó la canción varias veces bajo la apariencia del personaje teatral Macphisto en el Zoo TV Tour de la banda en 1992-1993.
- Michael McCormack y el guitarrista Greg Parker grabaron una versión de la canción para los títulos finales del documental de Tiburón The Shark Is Still Working: The Impact & Legacy of Jaws.
- Squalus hizo una versión de la canción en su álbum de 2017 The Great Fish.